# Meresanch I.
Meresanch I. byla starověká egyptská královna. Jednalo se buď o manželku, dceru nebo matku faraona Snofrua, zakladatele 4. dynastie, či o manželku faraona Huneje, posledního krále 3. dynastie. Její jméno se nachází na fragmentu palermské desky.